# あぶくま親水公園

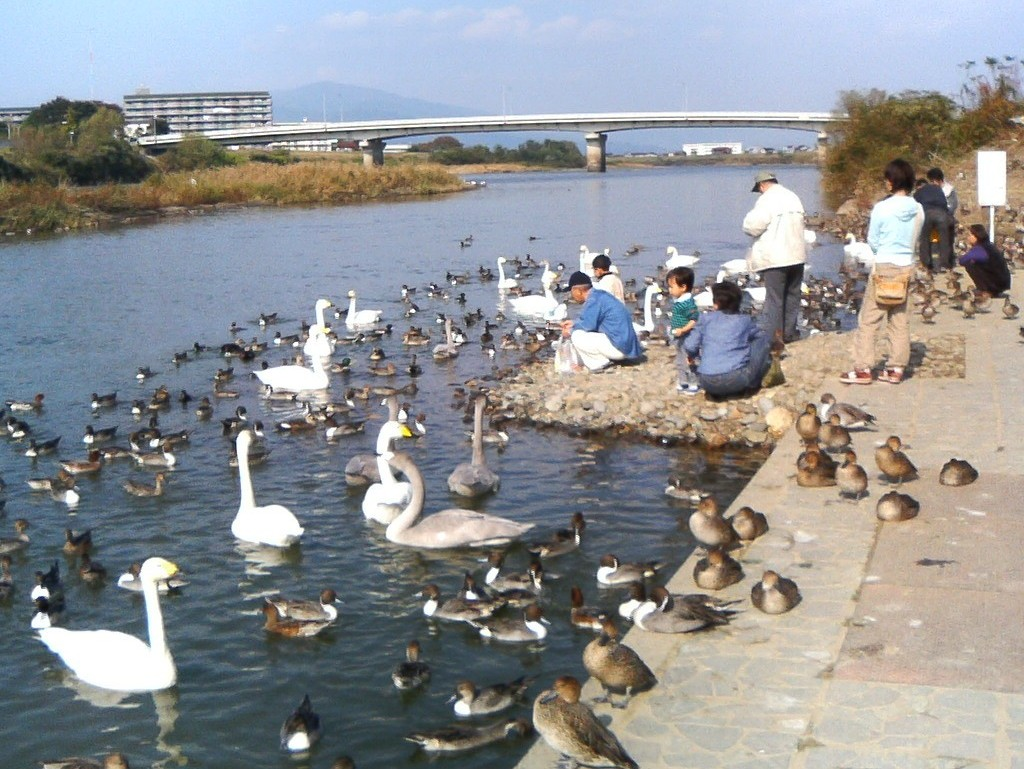
10月末の親水公園

あぶくま親水公園（あぶくましんすいこうえん）は、福島県福島市内の阿武隈川河川敷にある、オオハクチョウ、コハクチョウを間近に観察できる施設である。

## 概要
1990年（平成2年）に、当時の福島工事事務所が、福島市、日本野鳥の会福島支部などとともに、国道115号の文知摺橋上流、福島県道309号岡部渡利線沿いの阿武隈川右岸の河川敷に設置した。
日本野鳥の会により公園内で餌付けが行われ、例年10月下旬から3月下旬まで白鳥の観察や餌付け体験ができるが、2008年度は鳥インフルエンザの影響で、餌付けが禁止された。4月は近くにある花見山公園の一般車両の臨時駐車場となり、花見山まではシャトルバス（往復300円）が運行される。
福島県道309号を挟んで向かい側の山林は福島市小鳥の森として整備され、周辺一帯が野鳥と触れ合えるエリアになっている。

## 施設
- 親水護岸（白鳥桟橋）、駐車場、トイレ
- スワンハウス：日本野鳥の会の現地事務所。10月から翌年の3月まで設営。
- おかべ水辺のふれあい館：白鳥の生態や阿武隈川の自然、福島市の観光スポットを紹介するパネルを展示（入場無料）

## 白鳥とのふれあいかた
- 観察と餌付け：白鳥桟橋で白鳥を観察したり、持参したパンや米を白鳥にやることができる。
- 餌の寄附：スワンハウスで白鳥の餌となるパンや米の寄附を受け付けている。
- 白鳥の里親：福島市で実施している制度。スワンハウスで受け付ける。